# Kruk (hulpmiddel)

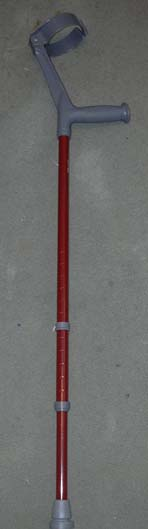
Elleboogkruk

Krukken zijn geneeskundige hulpmiddelen die gebruikt worden als iemand gewond is aan zijn been of benen, of als zijn benen geen gewicht mogen of kunnen dragen. Wanneer het om een blessure gaat, die weer overgaat, kunnen mensen gedurende de tijd van hun revalidatie krukken gebruiken. Een wandelstok dient hetzelfde doel als een kruk, is door zijn afmeting eenvoudiger te hanteren, maar kan minder steun bieden dan een kruk. Krukken werden al in de tijd van het oude Egypte gebruikt.
Er bestaan verschillende soorten krukken. De meest voorkomende krukken hebben een steun voor de onderarm, deze heten een elleboogkruk. Elleboogkrukken kunnen altijd in hoogte worden versteld, maar het is met deze krukken tijdens het lopen bijna niet mogelijk iets in de handen te houden. Er zijn ook krukken die tot onder de oksels komen, of krukken waarbij het gewonde been bij de knie op de kruk kan rusten. Deze laatste soort geeft ook meer vrijheid aan de handen. Het nadeel daarvan is een grotere druk op de oksel tijdens het lopen.
Er zijn verschillende manieren zich met krukken voort te bewegen. Met elleboogkrukken worden die eerst naar voor geplaatst en wanneer een van de beide benen niet kan worden belast, beweegt men daarna beide benen naast elkaar naar voren en komt het gewicht op de gezonde voet. Wanneer het gewonde been al enigszins mag worden belast, beweegt men dat been samen met de krukken naar voren. De persoon verlegt zijn gewicht naar de krukken en zet zijn gezonde voet dan naar voren. Dan lijkt het al veel meer op gewoon lopen.
Een kruk is in de iconografie is het symbool van ouderdom of van de kreupelen en als zinnebeeld van degenen die voor hen zorgen. Een kruk is het attribuut van Vadertje Tijd en Saturnus. De manke god Vulcanus wordt soms met een kruk afgebeeld. Een kruk is in de christelijke kunst het attribuut van Antonius van Egypte, Johannes Gualbertus en Romualdus.